# Colpidium
Colpidium Stein, 1860, és un gènere de ciliats. Són animals unicel·lulars amb una mida d'aproximadament 0,03-0,15 mm i amb la forma d'un ronyó.
Viuen en aigües dolces molt contaminades com rierols, rius, llacs i estanys en tot l'any, però també és present en les plantes de tractament d'aigües residuals.
Serveixen com a indicador biològic de la qualitat de l'aigua (del grau de contaminació). S'alimenten dels bacteris Sphaerotilus Beggiatoa i Leptomitus entre d'altres.